# Drim
Drim (albanski Drin ili Drini, makedonski: Дрим, grčki: Δρινος) je rijeka u Albaniji. Nastaje spajanjem Bijelog i Crnog Drima.
Drim ima dva ušća, što je posljedica odvajanja jednog rukavca u mjestu Vau-Dejësu. Jedan rukavac ide prema jugu. Taj rukavac je nekada prolazio pokraj grada Lješa i ulijevao se u Jadransko more a danas ponire dvadesetak kilometara od račve. Drugi ide prema zapadu, te se južno od Skadra ulijeva u Bojanu, neposredno nakon njenog izlaska iz Skadarskog jezera.